# Pammenitis calligrapha
Pammenitis calligrapha är en fjärilsart som beskrevs av Diakonoff 1988. Pammenitis calligrapha ingår i släktet Pammenitis och familjen vecklare. Inga underarter finns listade i Catalogue of Life.